# ジェイソン・リソ
クリスチャン（Christian）のリングネームで知られるジェイソン・リソ（William Jason Reso、1973年11月30日 - ）は、カナダの男性プロレスラー。オンタリオ州キッチナー出身。AEW所属。
デビュー時およびTNAに所属していた際はクリスチャン・ケイジ（Christian Cage）のリングネームで活動していた。
クラシカルなレスリングを得意とする受けの名手で、自身の熱狂的なファンを「ピープス」と呼んでいる。

## 来歴

### キャリア初期
幼馴染であるエッジに影響されてプロレスラーになる事を決め、1995年にクリスチャン・ケイジ（Christian Cage）のリングネームでデビューを果たす。両者はタッグチームを結成し、アメリカやカナダのインディー団体を転戦した。1998年1月には新東京プロレスにカナディアン・ロッキーズとしてエッジと共に来日している。
同年、先にWWFと契約していたエッジの勧めでWWFのトレーニングキャンプに参加。ドリー・ファンク・ジュニアのコーチを受けWWFの入団テストに挑み合格。契約を交わして入団した。

### WWF / WWE時代（1998年 - 2005年）

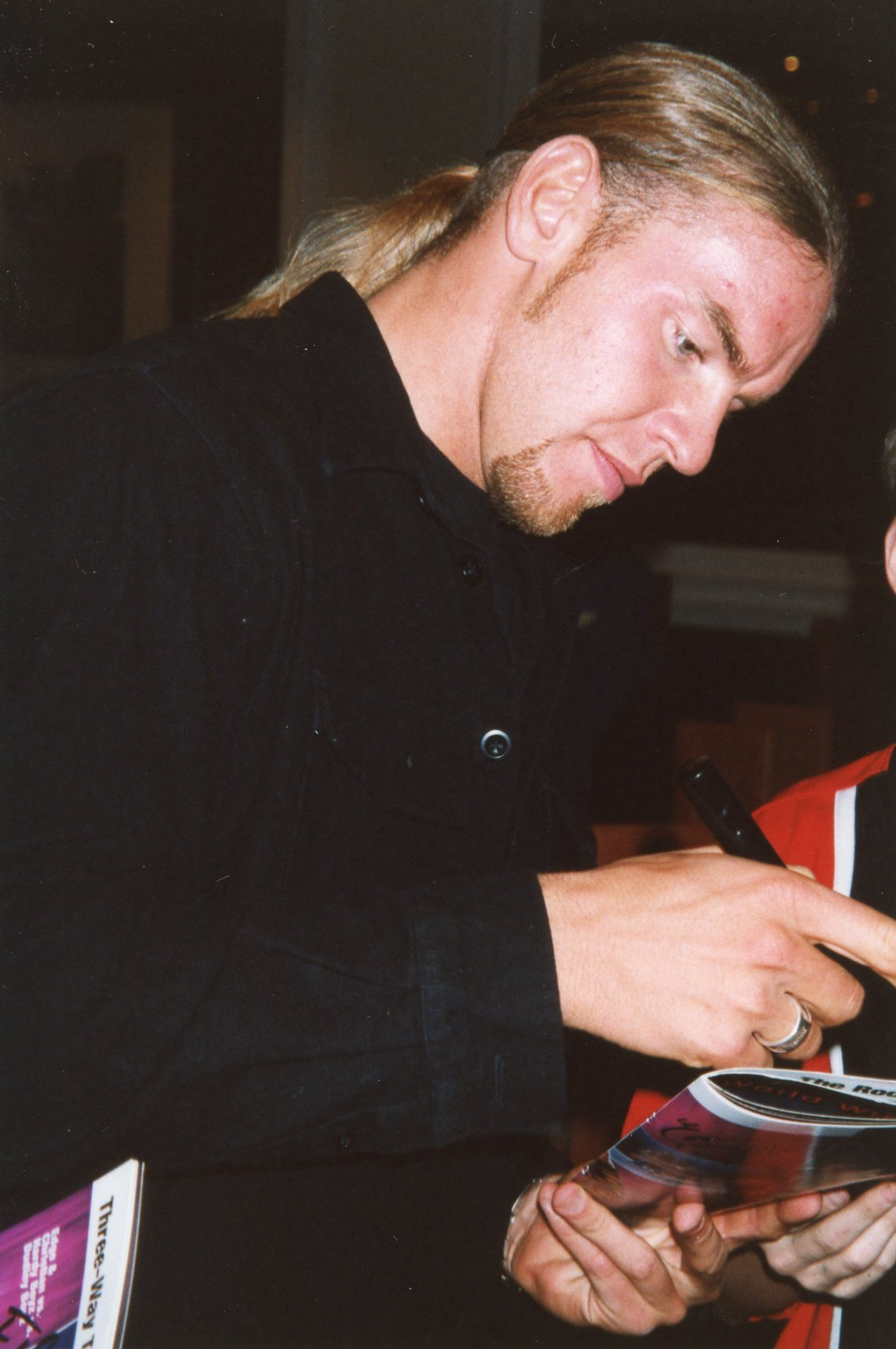
1999年

WWFではクリスチャン（Christian）のリングネームでロースター入り。エッジのギミック上の弟として登場。当初はエッジと反目していたギャングレルの相棒となり「兄弟抗争」を展開したが、後にエッジも仲間に加わりザ・ブルードを結成。その後、3人でジ・アンダーテイカー率いる怪奇派ユニットのミニストリー・オブ・ダークネスに加入し、ヒールとしてのキャリアを積む。
ミニストリー脱退後はエッジとのタッグチームで活躍し、ハーディー・ボーイズやダッドリー・ボーイズと抗争を繰り広げた。この時期、リングに立て掛けられたラダーの最上段から場外に転落するなど、細身ながらハードバンプ（受身）を見せ、高いプロ意識と技術の確かさにより内外から注目される存在となる。週刊誌の連載を持っていたTAKAみちのくにより『日本語で「バカ」と罵り合っていた』などと、プライベートでも明るいキャラクターとして紹介されていた（TAKAとはテイカーのラストライドの高さを競い合っていたという）。
2001年にエッジとのコンビを解消。エッジはベビーフェイスに転向したが、クリスチャンはシングルプレイヤーとなってヒールを続けた。
2002年4月にSmackDown!所属となると、同じカナダ出身のランス・ストームと反米ユニットアン・アメリカンズを結成。2001年9月11日以降のアメリカの愛国心と相まって、ヒールの地位を確かなものとしていく。7月にはRAWに移籍並びにチームメンバーにテスト、イギリス出身のウィリアム・リーガルが参加した。9月30日のRAWをもって、ランス・ストーム & ウィリアム・リーガル、クリスチャン & テストのチームに分けられてしまい、反米チームは活動を終える。その後10月からはクリス・ジェリコとタッグチームを結成する。
クリス・ジェリコとのタッグは2004年まで続く。ストーリー上トリッシュ・ストラタスを巡る抗争が勃発し、それが原因としてチームが解散した。WrestleMania XXの後トリッシュ、タイソン・トムコとチームを結成、またギミックを変更し、キャプテン・カリスマを名乗るカリスマ的キャラクターとなる。ギミックチェンジによりヒールとしてのキャラクターが更に際立つようになる。チームからトリッシュが抜けた後はタイソン・トムコとのタッグチームとなるが、2005年に行われたドラフトでクリスチャンがSmackDown!へ移籍したことにより、チームは解散した。移籍後は大きな活躍が無く、10月をもってWWEから自ら退団した。

### TNA時代（2005年 - 2008年）

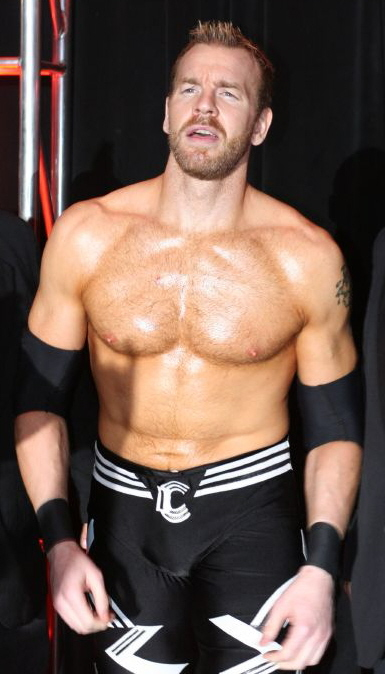
2008年

WWE退団後はWWEとの90日プロテクト（「90日間は他の団体のリングで試合することができない」という条項）はかけられていなかったため11月にTNAに移籍。同時にリングネームをクリスチャンからクリスチャン・ケイジに戻す。
2006年2月12日、iMPACT!にてNWA世界ヘビー級王座を保持するジェフ・ジャレットに挑戦して勝利し、ベルトを奪取。王座戴冠後、3月にはモンティ・ブラウンの挑戦も退け、4月のPPV、Lockdown 2006にてアビスの挑戦を受けた。防衛を決めたものの、試合後にはアビスの襲撃を受け、ベルトを盗み取られてしまった。この件により、5月14日のPPVであるSacrifice 2006にてテーブル、ハシゴ、イス、チェーンが公認凶器となるラダーマッチ、フルメタル・メイヘムマッチでのNWA世界ヘビー級王座を賭けた再戦を行い勝利した。8月13日、PPVであるHard Justice 2006にてスティングのセコンドとして試合を見守ったが終盤にギターでスティングを殴打して裏切り、ヒールターンしてジャレット、スコット・スタイナーと共闘。
2007年1月14日、PPVであるFinal Resolution 2007にてNWAヘビー級王座の奪取に成功。そしてAJスタイルズ、タイソン・トムコ、スタイナーとクリスチャンズ・コアリッションなるヒールユニットを結成。メンバーの介入などに助けられ、5月にNWA王座剥奪されるまでベルトを防衛し続けた。
2008年1月4日、新日本プロレスのWrestle Kingdom II in 東京ドームに参戦。スタイルズ & ピーティー・ウィリアムズと組んでRISE（プリンス・デヴィット & 稔 & ミラノコレクションA.T.）と対戦して勝利した。2月よりメインイベント・マフィアと抗争を開始。サモア・ジョー、カート・アングルとTNA世界ヘビー級王座を巡って激しい攻防を繰り返し、WWE時代の盟友であるライノと共闘していたがベルトを奪取する事が出来なかった。11月にはTNAとの契約を更新せず満了。退団する事が決まり、WWEへの復帰が噂された事により同月13日のiMPACT!にてメインイベント・マフィアにメンバー入りするアングルが組まれたがメンバー達にWWE復帰を仄めかすコメントを受けて襲撃された。以降、TNAからフェードアウトする。

### WWE復帰、引退（2008年 - 2019年）
2008年12月、TNAとの契約を更新せず退団し、WWEと再契約を交わして入団。
2009年2月10日のECWにベビーフェイスとして復帰。リングネームも再度クリスチャンへ改めた。（2008年末から続くジェフ・ハーディーへの度重なる襲撃の犯人というストーリーが用意されていたが、これがインターネットなどに漏洩してしまったため、急遽ECWに参戦することになったとの噂があるが定かではない。）復帰初戦でECW王者のジャック・スワガーとノンタイトル戦で対決し、アンプリティアーで勝利。ECWタイトル戦線への参加を表明した。4月のバックラッシュでECW王座を賭けてジャック・スワガーと対戦しECW王座を奪取した。その後も幾度か王座を防衛するが6月のエクストリーム・ルールズのトリプルスレット形式でのECW王座戦でスワガーがトミー・ドリーマーに敗れたため負けずして王座を失う。その後ベビーフェイス同士ながら王座を巡りトミー・ドリーマーと争い、7月26日のナイト・オブ・チャンピオンズで再び王座に返り咲く。その後はサマースラム、ブレーキング・ポイント、ECW英国公演で ウィリアム・リーガル、ECW番組内でザック・ライダーやヨシ・タツ、ブラッギング・ライツのダークマッチでポール・バーチル、TLCのラダーデスマッチでシェルトン・ベンジャミン、2010年のロイヤルランブルでエゼキエル・ジャクソンと数多くの王座戦を組まれ、その度に防衛してきたが、ECW最終回でエゼキエルとのエクストリームルールによる王座戦に敗れ、王座を奪われてしまった。
ECW終了後はRAWに移籍した。またECWの後番組となるNXTにもヒース・スレイターを指導するプロとして登場している。4月26日のRAWで行われたドラフトによりSmackDown!への移籍が決定する。その後は長らく、若手指導的なポジションに留まり、ドリュー・マッキンタイアやドルフ・ジグラーらと番組内での戦いを続けるが、PPVへの出場は無かった。しばらくぶりのPPVとなったマネー・イン・ザ・バンクでは、同じくタッグチームとして身を削りあい、名を馳せはしたが相棒に差をつけられた同士のマット・ハーディーと熱い闘志をぶつけ合いもしたが、互いに勝利には至らなかった。その後は主戦場から外れはしたが、人気は高く出番は減らなかった。そんな折、試合中の怪我により大胸筋断裂、アルベルト・デル・リオにより負傷させられる形で欠場となった。
2011年の年明けには復帰し、WrestleMania XXVIIではエッジの世界王座戦のセコンドに立って王座防衛をサポートした。その後エッジの引退を受け世界王座挑戦権を賭けて行なわれたバトルロイヤルに勝利。エクストリーム・ルールズでのアルベルト・デル・リオと世界王座戦が決定。ラダー・マッチでの勝負となり、軽快な攻防を繰り広げるもデル・リオのセコンドとしてついていたリカルド・ロドリゲスとブローダス・クレイの介入に苦しまされ、ベルトを取られる瞬間にエッジが登場。油断するデル・リオを梯子ごとリングから落とし、ベルトを奪取した。しかし、王座獲得5日後の5月6日のSmackDown!でランディ・オートンに奪われてしまう。翌PPVのWWEオーバー・ザ・リミットにて再戦するも王座奪還とならなかった。その後も、不当な裁定などで不満を募らせていき、6月10日のSmackDown!にてオートン対シェイマスの試合後、突如世界王座ベルトでオートンを殴打し、罵声を浴びせヒールターンした。それからはオートンを相手に王座を巡り、一度は王座を奪うもまたすぐに取り返され、王座戦線からも退き「one more match（もう一試合）」を事あるごとに繰り返すようになる（エッジに窘められるほど）も、シェイマスやビッグ・ショーとの戦いで負傷し離脱。

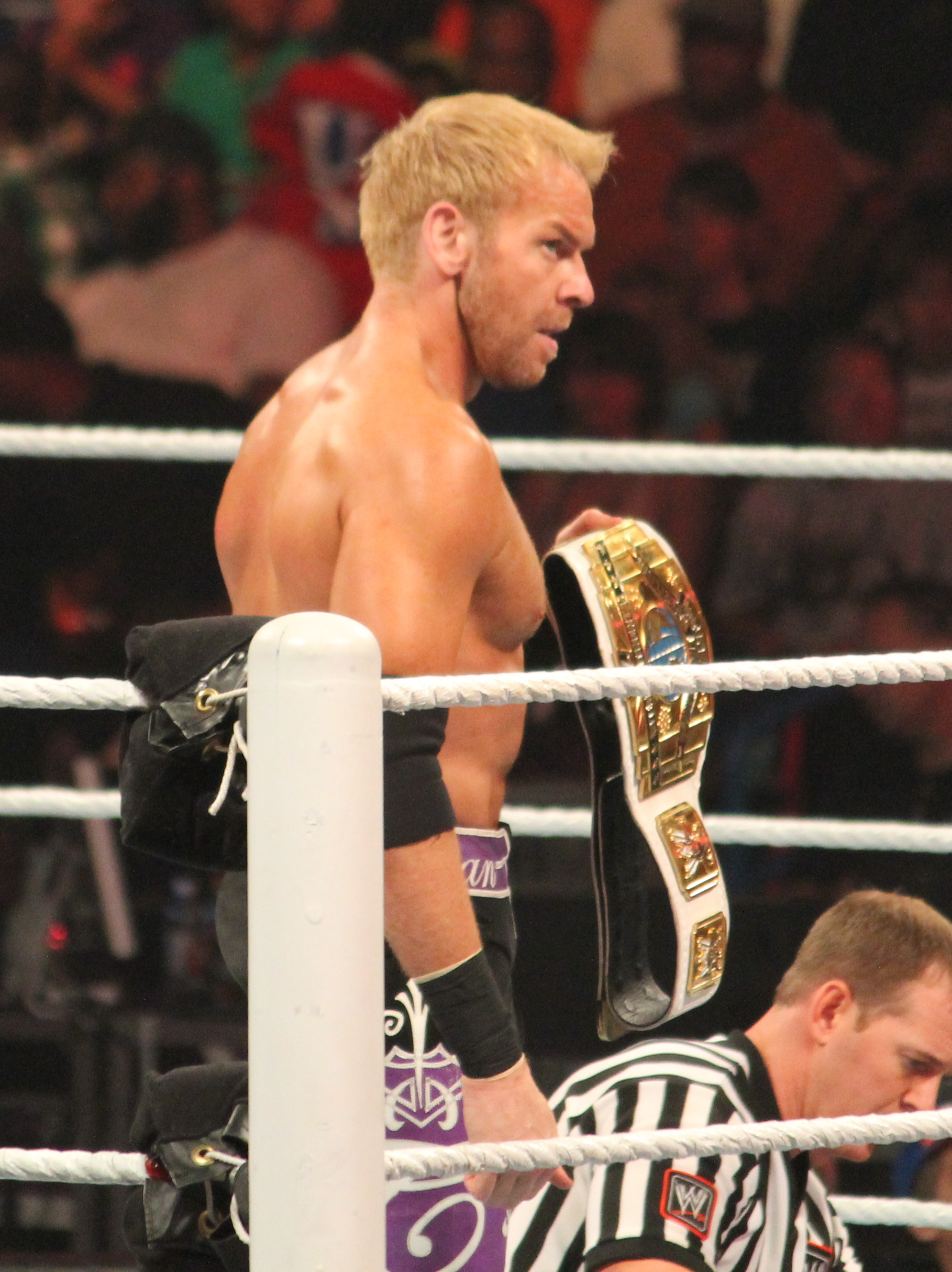
2012年、WWE IC王者時代

2012年3月、Wrestle Mania XXVIII開催直前に復帰。Wrestle Mania XXVIIIでは12人タッグマッチに出場。ジョニー・エース率いるチーム・エースへの加入を決めるが、またも負傷欠場。ギミック上ではCMパンクの襲撃に遭い離脱という措置を取られた。5月20日、Over the Limit 2012にてベビーとして復帰。US王座かIC王座、どちらかの王座に挑戦できるバトルロイヤルに出場して勝利。そしてコーディ・ローデスのIC王座に挑戦して勝利し、ベルトを奪取した。ベビーとして復帰した理由は「エッジのHall of Fameでのスピーチに感銘を受けたから」と語った。RAW1000回放送記念大会ではザ・ミズとIC王座戦を組まれるが、膝のダメージを利用され敗戦し、ベルトを奪取された。一方、リック・フレアーがTNAから離脱してWWEに登場することが決まった際、TNAから出演することを要望され、6月10日のSlammiversary 2012にて一夜限りのTNA復帰を実現し、リング上にてマイクパフォーマンスを行った。以降、WWEとTNAによる裁判での争いに巻き込まれ、果てにはハウスショーにて肩を負傷したために長期欠場することになった。
2013年4月、Wrestle Mania Axxcessによるファンフェスティバルに登場し復帰する事を宣言。2013年6月17日、RAWにてウェイド・バレットとの対戦で復帰。8月18日、Summer Slam 2013でアルベルト・デル・リオが保持するWWE世界ヘビー級王座に挑戦するも敗戦。8月26日、RAWにてランディ・オートンとの対戦において試合中に脳震盪を起こしていた事が発覚し負傷欠場した。ギミック上はザ・シールドに暴行を受けたことになっている。
2014年1月28日、SmackDownにてElimination Chamber 2014への出場権を賭けた試合にて電撃復帰を果たす。ジャック・スワガーと対戦して勝利し、出場権を獲得。シェイマス、ダニエル・ブライアンと結託してザ・シールドと抗争を展開していたものの2月21日のSmackDownにてシェイマスを急襲しヒールターン。同月23日、Elimination Chamber 2014にてWWE世界ヘビー級王座を賭けたエリミネーション・チェンバー・マッチに出場するもベルトを奪取するに至らなかった。Elimination Chamber 2014以降もシェイマスとの抗争を展開し、3月10日のRAWでは楽器のドラムを相手に叩きつければ勝利となるメンフィス・ストリートファイトを行うがブローグキックでドラムを破壊された挙句喰らい敗戦した。同月24日、RAWにてIC王座挑戦権争奪Fatal4wayマッチに出場してアルベルト・デル・リオ、ドルフ・ジグラー、シェイマスと対戦して勝利して挑戦権を獲得。しかし26日のMain Eventにて再び脳震盪を起こした事により長期欠場となった。度重なる故障と複数回による脳震盪により復帰する機会を見合され、12月にはジェリー・ローラーよりプロレスラーとしてのキャリアを引退する事が発表されたが本人より明確には告げられてはいない。
しかし、2019年6月22日に行われたRAWリユニオンで、クリスチャンは久々にWWEに登場した。しかし、そこでも詳しい引退の理由は、本人の口からは語られなかった。

## その他
- 2003年1月24日・25日の国立代々木第一体育館大会で来日中に秋葉原を探検した際、通りすがりのWWEファンとオペラギミック時代のエントランステーマを合唱したり、道行く人々と握手をしたり、紅茶花伝を同行の通訳人におごってもらったり、エッジの土産のため（真相は不明。ただしエッジはゲーム好きである）にアダルトゲームを買ったりする等、コミカルな顔を見せたことがある。
- その他にも日本公演にて、広島でマット・ハーディーとお好み焼きを食べた際、その味に感動してマットと共にお好み焼きを作っていた。
- WWEに在籍していた一時期、中堅どころのバカヒール的存在であったにもかかわらず、入場する際の花火の演出はトップレスラー級であった。
- 既婚。妻はドイツ人。
- 猫が好きらしく、自宅に3匹の猫を飼っている。
- 2009年のWWE復帰には様々な噂も流れていた。しかも、TNA iMPACT!の収録でアングルとはいえ、カート・アングルから「どうせWWEに行くんだろ」と現実に近い言葉を受けている。
- 2006年製作のアメリカ映画『ダーク・ワールド（原題：Dark Rising）』に主人公のジェイソン（ランディ・キャノン）の親友役で出演。

## 得意技

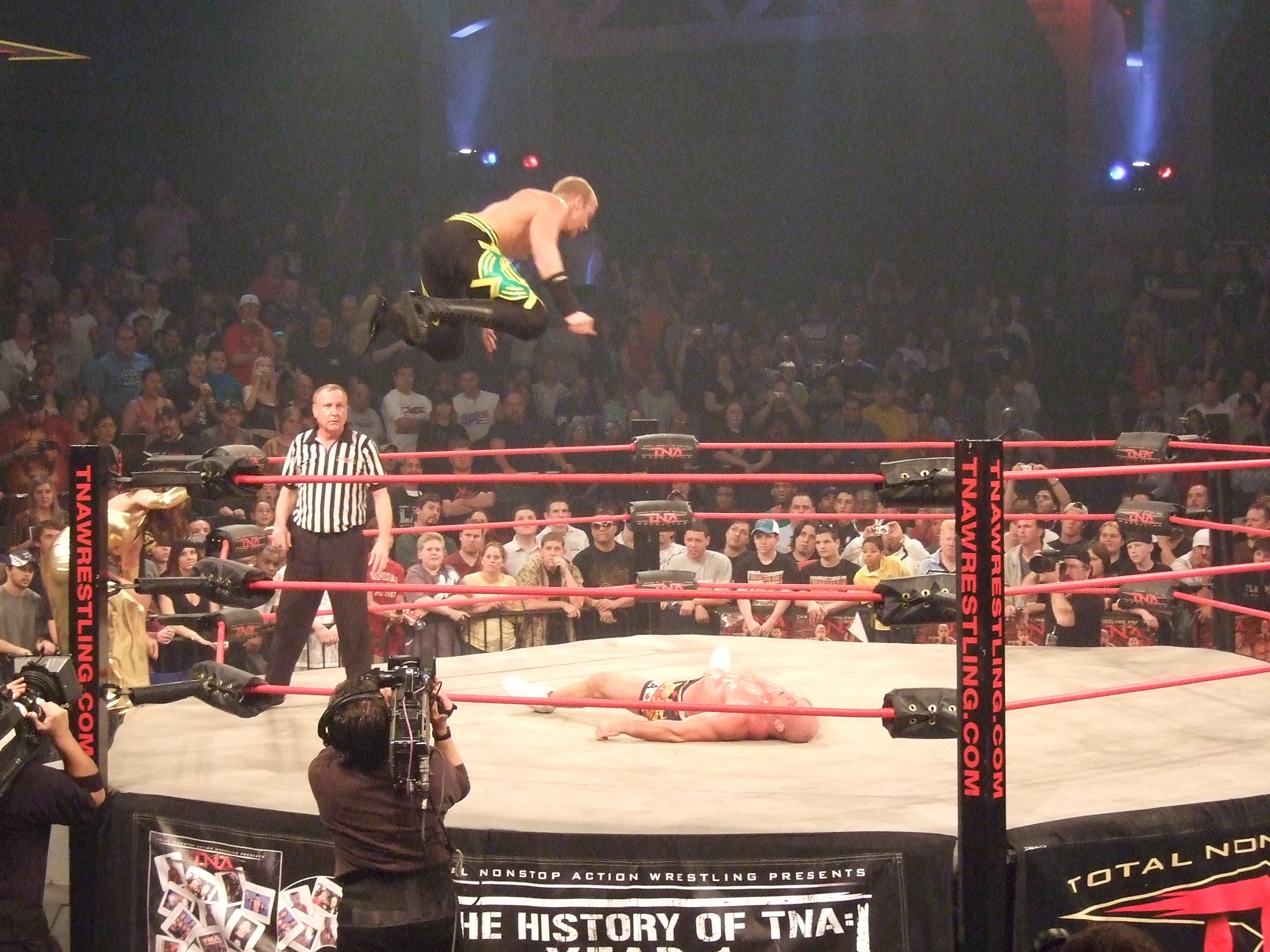
フロッグ・スプラッシュ

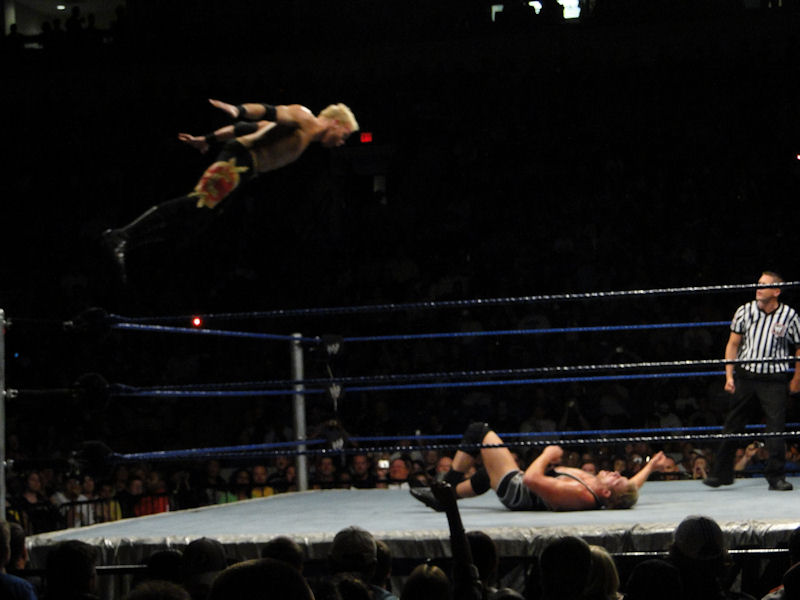
ダイビング・ヘッドバット

### フィニッシュ・ホールド

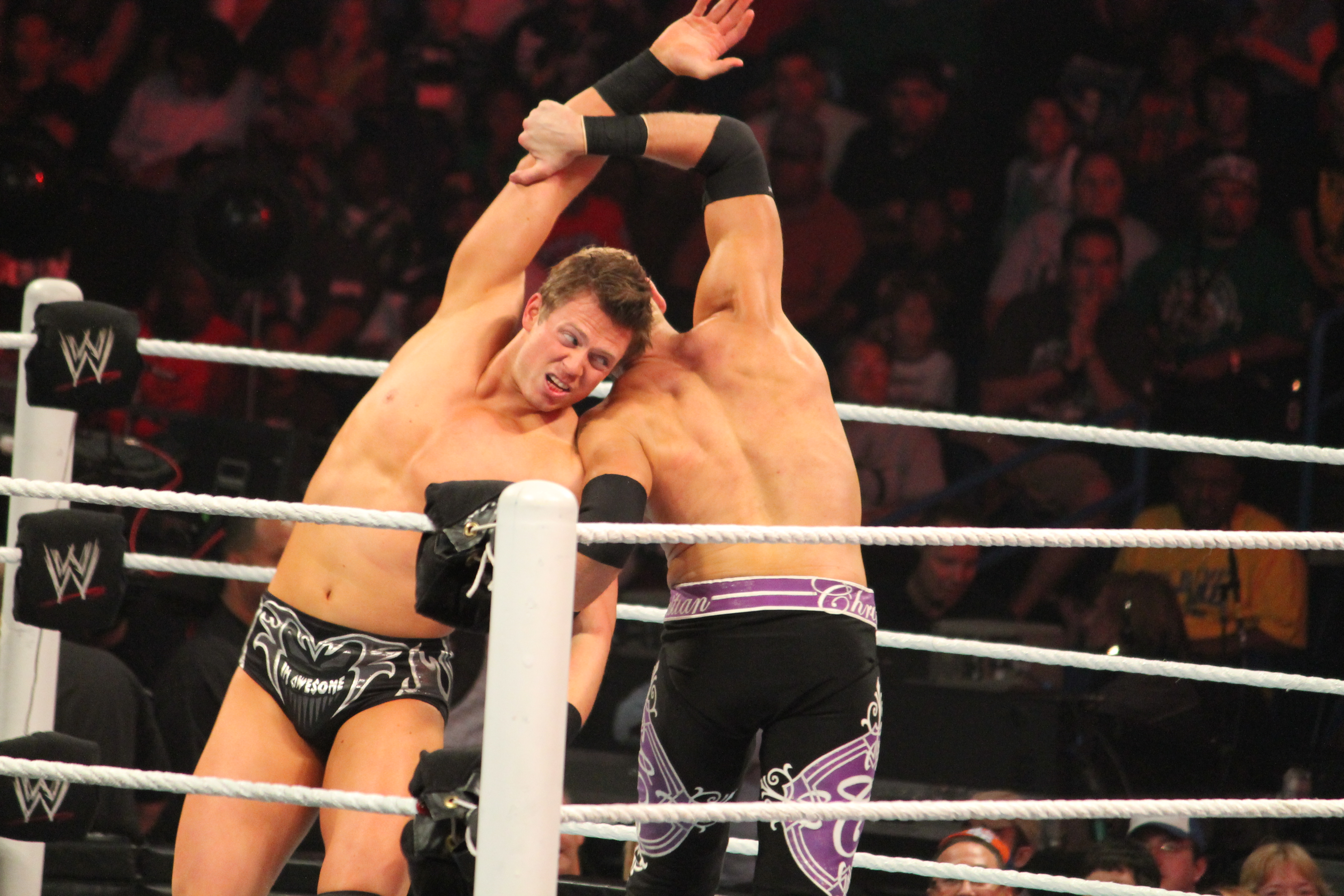
アンプリティアー
代表的なフィニッシャー。
タイガースープレックスの体勢で相手の背後にまわり腕の外から脇に腕を入れたら回転し、自分の背中に相手が向いた状態で仰向けに倒れこみ、相手の顔面を叩きつける。
日本人では小峠篤司、つくし、塚本拓海、天満のどかなどが使用している。
旧名キル・スイッチ。
スピアー
エッジから受け継いだ技。フィニッシャーとなりうることもある。
フロッグ・スプラッシュ
エディ・ゲレロ死去以後、稀にフィニッシャーとして使用。2012年、ベビー復帰時は使用率が高かった。

### 投げ技
DDT
インヴァーテッドDDT
いろいろな場面で繋ぎの技として使う。
仰向けではなくうつ伏せでマットに倒れるようにして相手の後頭部を叩きつける。
トルネードDDT

### 打撃技
エルボー
バックエルボー
エルボー・スタンプ
エルボースマッシュ
顎を狙って下から上に突き上げるようなエルボー。ダイビング式でも使われる。
ナックル・パンチ
アッパー　
地獄突きの様に相手の顎に叩くのが特徴。
クローズライン

### 飛び技
ダイビング・ヘッドバット
WWE復帰後使うようになった。行う際にはよく天に指をさすポーズをする。

### 組み技
変形バックブリーカー
リバースDDTのクラッチから片膝を立てながらしゃがみ込み、相手の背中や頭部を膝に叩きつける。

## タイトル歴
WWE
- 世界ヘビー級王座 : 2回
- ECW王座 : 2回
- WWE IC王座 : 4回
- WWEヨーロピアン王座 : 1回
- WWEライトヘビー級王座 : 1回
- WWEハードコア王座 : 1回

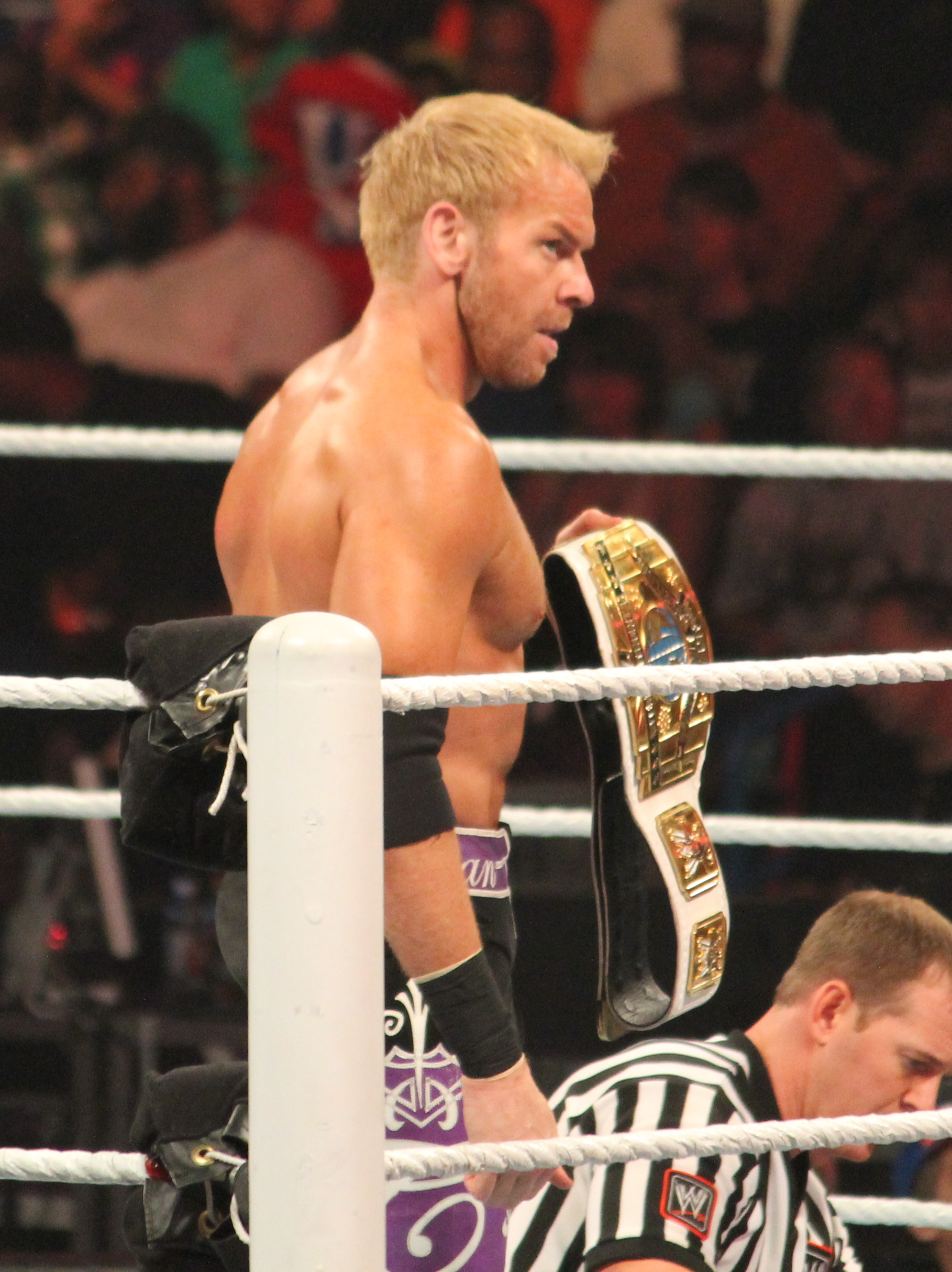
WWE IC王座

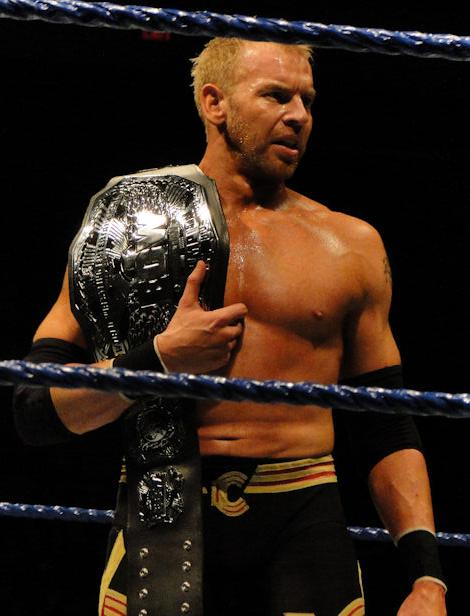
2009年、ECW王者時代

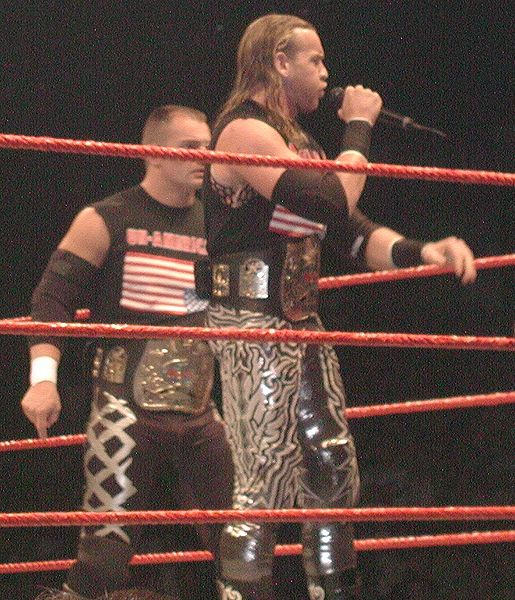
世界タッグ王座

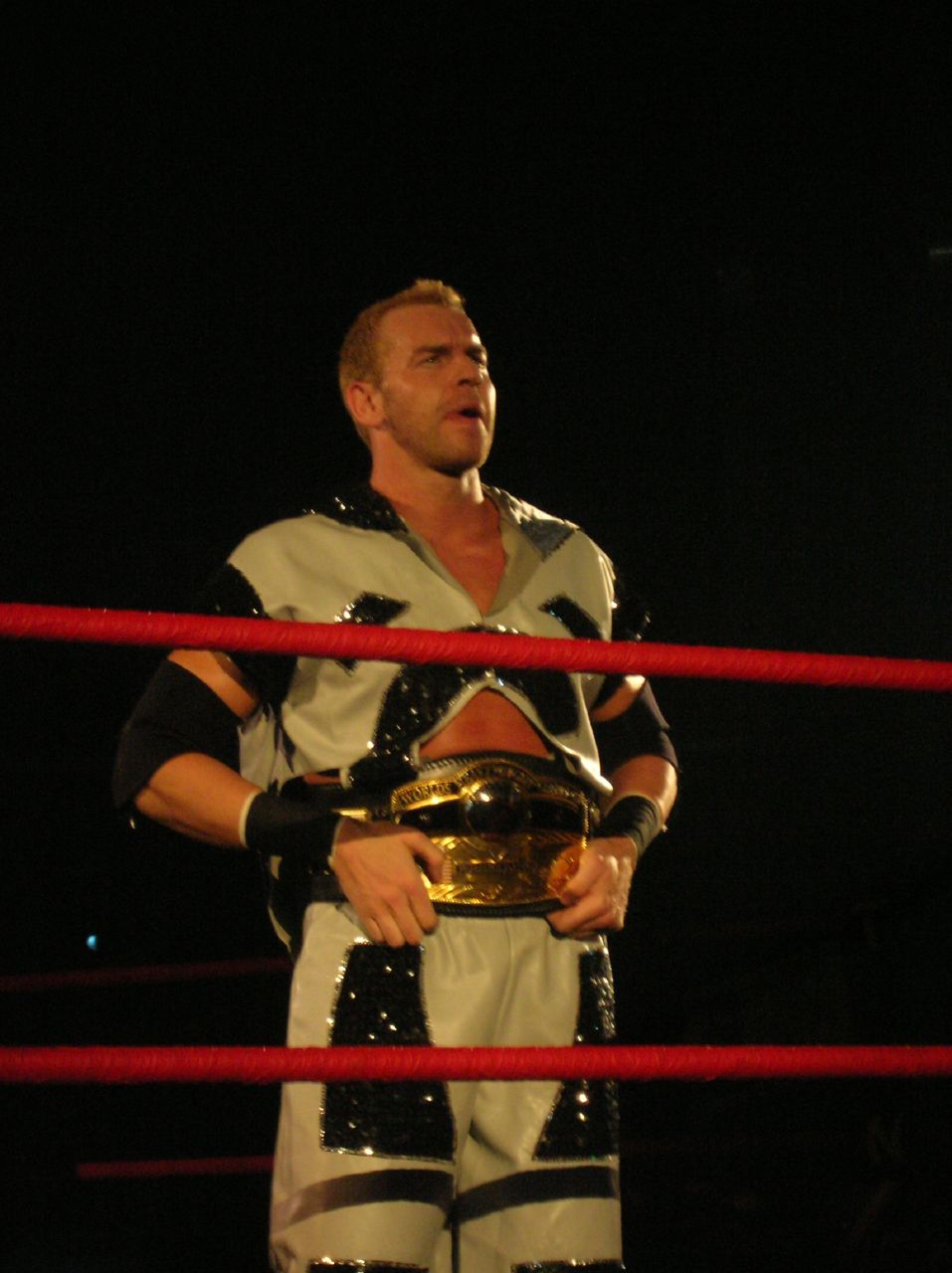
2006年、NWA世界ヘビー級王者時代

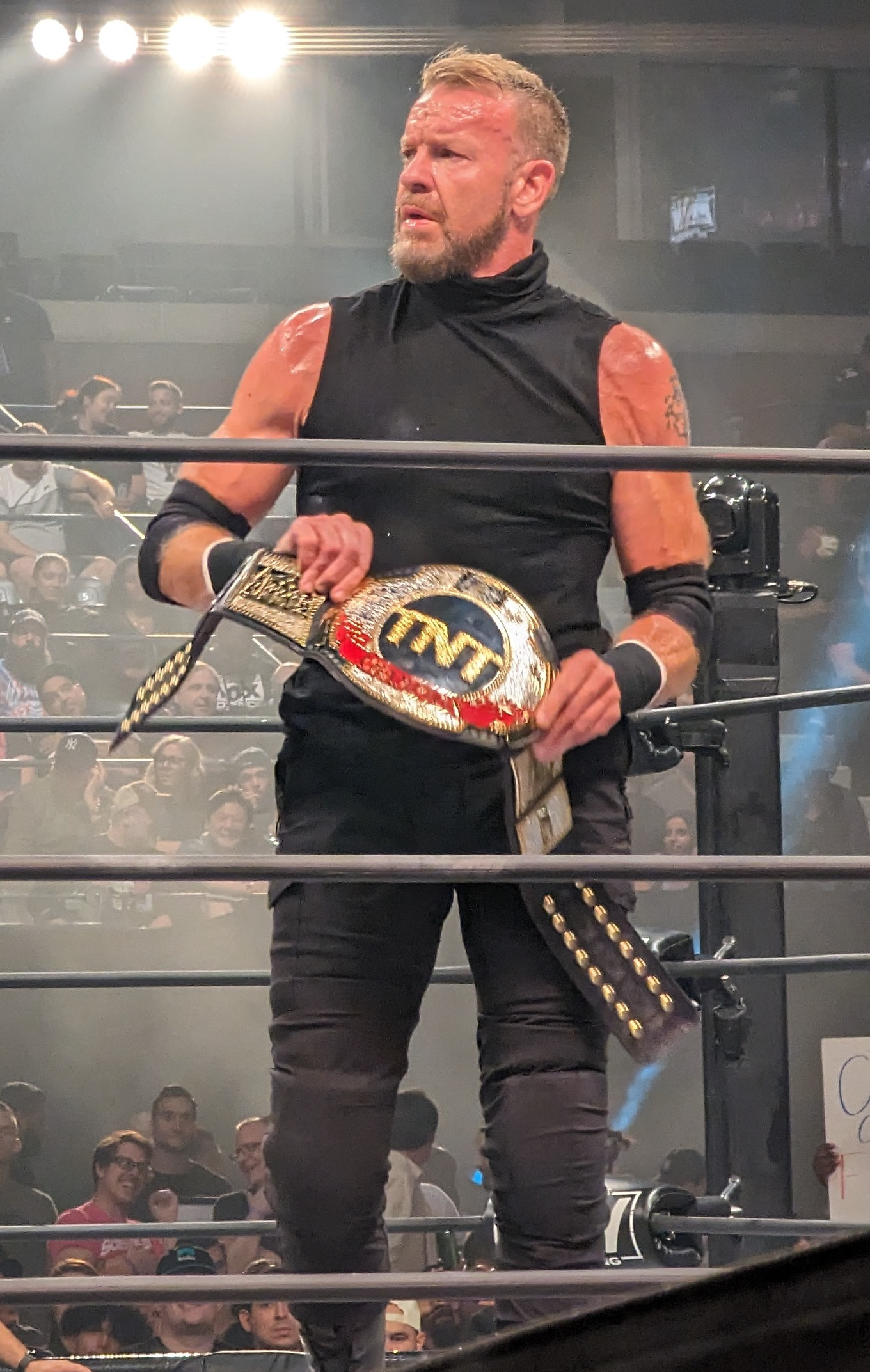
AEW TNT王座

- 世界タッグ王座 : 9回（w / エッジ×7、ランス・ストーム×1、クリス・ジェリコ×1）
- グランドスラム達成（11人目）
- トリプルクラウン達成

AEW
- AEW TNT王座 : 1回（第20代）

TNA / インパクト・レスリング
- NWA世界ヘビー級王座 : 2回（第108・112代）
- インパクト世界王座 : 1回（第52代）

ECWA
- ECWAヘビー級王座 : 1回

ICW
- ICWストリートファイトタッグチーム王座 : 2回（w / セクストン・ハードキャッスル×2）
- ICW/MWCWミッドウェストタッグチーム王座 : 1回（w / セクストン・ハードキャッスル×1）

PCW
- PCWヘビー級王座 : 1回

## 入場曲
- Metalingus
- Just Close Your Eyes（Waterproof Blonde）
- Just Close Your Eyes（The Story of the Year）
- Problem Solver
- We Salute
- Take Over
- At Last
- On Your Own
- On the Edge
- Blood Blother
- Blood